# Joana de Foix
Joana de Foix (? - 1358), infanta de Foix i comtessa consort de Ribagorça (1331-1358), d'Empúries (1331-1341) i Prades (1349-1358).

## Orígens familiars
Filla del comte Gastó I de Foix i la seva muller Joana d'Artois.

## Núpcies i descendents
Es va casar al 12 de maig de 1331, a Castelló d'Empúries, amb Pere I d'Empúries, comte d'Empúries i Ribagorça. D'aquest matrimoni tingué quatre fills:
- Alfons IV de Ribagorça (1332-1412), comte de Ribagorça, duc de Gandia, marquès de Villena i comte de Dénia
- Elionor d'Aragó (1333-1416), casada el 1353 amb Pere I de Xipre
- Joan de Prades (1335-1414), comte de Prades i baró d'Entença
- Jaume de Prades, bisbe de Tortosa i de València